# Поткін Володимир Олексійович
Володимир Олексійович Поткін (рос. Владимир Алексеевич Поткин; нар. 28 червня 1982, Рибінськ) – російський шахіст, гросмейстер від 2001 року.

## Шахова кар'єра
Між 1999 і 2002 роками кілька разів представляв Росію на чемпіонатах світу i Європи серед юнаків, найвищого успіху досягнув 2002 року у Каллітеї, де на чемпіонат Європи до 18 років здобув бронзову медаль. У 2011 році досягнув найбільшого успіху в кар'єрі, здобувши у Екс-ле-Бен звання чемпіона Європи.
До інших міжнародних успіхів Володимира Поткіна належать:
- поділив 2-ге місце в Пардубице – п'ять разів
2000, позаду Михайла Гуревича, разом із, зокрема, Валерієм Невєровим, Томашем Оралом i Їржи Шточеком,
2003, позаду Властіміла Бабули, разом із, зокрема, Ернесто Інаркієвим, Вадимом Малахатьком i Володимиром Бурмакіним,
2004, позаду Сергія Григор'янца, разом із, зокрема, Давидом Наварою, Душко Павасовичем, Бартошем Соцко i Збінеком Грачеком,
2005, позаду Андрія Ковальова, разом з Євгеном Наєром, Олександром Харитоновим i Сергієм Азаровим,
2006, позаду Станіслава Новікова, разом із, зокрема, Євгеном Томашевським, Гжегожем Гаєвським, Павелом Чарнотою i Михайлом Олексієнком,
- поділив 1-ше місце в Сотроні – двічі
2005, разом з Яковом Геллером i Віталієм Козяком,
2007, разом з Віталієм Козяком, Давідом Пруссом i Фарідом Аббасовим,
- поділив 1-ше місце в Києві (2001, разом з Владиславом Боровиковим),
- посів 1-ше місце в Любеку (2006),
- поділив 1-ше місце в Саратові (2007, разом із, зокрема, Олексієм Федоровим, Олексієм Александровим, Сергієм Азаровим i Денисом Хісматулліним).

Найвищий рейтинг Ело дотепер мав станом на 1 листопада 2011 року, досягнувши 2684 пунктів, посідав тоді 62-ге місце в світовій класифікації ФІДЕ, водночас посідав 14-те місце серед російських шахістів.